# Brudeand
Brudeand (Aix sponsa) er en fugleart, der findes fra Canada til det nordlige Mellemamerika.